# Hårspidset furehætte
Hårspidset furehætte (Orthotrichum diaphanum) er et almindeligt mos som epifyt på træer og buske. Dets blade har en karakteristisk hyalin (farveløs) spids. Det videnskabelige navn diaphanum betyder netop 'gennemsigtig'.
Hårspidset furehætte danner puder af 1 cm oprette stængler. Bladene er 3 mm lange, æg-lancetformede, med tilbagebøjet rand, en kraftig ribbe og en tandet, hyalin spids. Sporehuse er meget almindelige. De sidder på en 1 mm lang seta og bærer en stor hætte. Peristomets yderste tandkrans består af 16 stærkt papilløse tænder, der er tilbagebøjede i tørt vejr. Tænderne er blege til forskel fra arterne i slægten strålekransmos (Schistidium). Arten er næringselskende og vokser ofte i byen, såvel på buske og træer som på sten og beton. Den er i forhold til andre furehætte-arter mere resistent overfor SO2-forurening.
Hårspidset furehætte er vidt udbredt, i Europa op til det sydlige Norge og Sverige. Den findes i øvrigt i alle verdensdele med undtagelse af Antarktis og Oceanien (den findes dog på Hawaii).
|                      |
| Sporehuse med hætter |

|                          |
| Bladets hyaline hårspids |